# ULIM Chișinău
ULIM Chișinău (rum. Fotbal Club ULIM Chișinău) – mołdawski klub piłkarski z siedzibą w Kiszyniowie, występujący w latach 1992–1996 w Divizia Națională.

## Historia
Chronologia nazw:
- 1992—1997: Codru Călărași
- 1997—1998: ULIM-Codru Călărași
- 1998—2000: ULIM-Tebas Kiszyniów
- 2000—2002: ULIM Kiszyniów

Drużyna piłkarska Codru Călărași została założona w mieście Călărași w 1992. W 1992 debiutował w Divizia A, w której zajął 2. miejsce i zdobył awans do pierwszej ligi. Latem 1992 debiutował w Wyższej Lidze Mołdawii. W 1993 powrócił do Dinamo Kiszyniów, a w 1994 przyjął obecną nazwę. W sezonie 1996/97 zajął spadkowe 10. miejsce, przegrał w barażach o utrzymanie się w lidze z Stimold-MIF Kiszyniów i został zdegradowany do Divizia A. W sezonie 1997/98 pozyskał sponsora - firmę ULIM i z nazwą ULIM-Codru Călăraşi kontynuował występy w drugiej lidze. W 1998 klub przeniósł siedzibę do Kiszyniowa i zmienił nazwę na ULIM-Tebas Kiszyniów. W 2000 nazwa została skrócona do ULIM Kiszyniów. W sezonie 2001/02 zajął ostatnie 16 miejsce, ale przed startem nowego sezonu klub wycofał się z rozgrywek i został rozwiązany.

## Sukcesy
- brązowy medalista Divizia Națională: 1993/94
- wicemistrz Divizia A: 1992
- półfinalista Pucharu Mołdawii: 1994/95